# One-Day Cup (Pakistan) 2013/14
Der One-Day Cup 2013/14 war die 29. Austragung der nationalen One-Day Cricket Meisterschaft Pakistans. Das Turnier mit List A-Status wurde zwischen dem 28. Oktober und 31. Dezember 2013 ausgetragen. Gewinner waren die Karachi Dolphins, die sich im Finale gegen die Peshawar Panthers mit 30 Runs durchsetzen konnten.

## Format
Die 14 Mannschaften sind in zwei Gruppen mit je sieben Teams aufgeteilt, in der jeweils jeder gegen jeden ein Mal spielt. Für einen Sieg erhielt ein Team zwei Punkte, für ein unentschieden oder ein nicht gewertetes Spiel einen. Die ersten beiden einer jeden Gruppe qualifizierten sich für das Halbfinale, deren Sieger das Finale bestritten.

## Gruppenphase

### Gruppe A
Tabelle
Die Tabelle der Saison nahm an ihrem Ende die nachfolgende Gestalt an.
Tabelle
| Teams              | Sp. | S | N | U | R | A | Punkte | NRR    |
| ------------------ | --- | - | - | - | - | - | ------ | ------ |
| Karachi Zebras     | 6   | 6 | 0 | 0 | 0 | 0 | 12     | +1.120 |
| Peshawar Panthers  | 6   | 4 | 2 | 0 | 0 | 0 | 8      | +1.657 |
| Rawalpindi Rams    | 6   | 4 | 2 | 0 | 0 | 0 | 8      | −0.140 |
| Bahawalpur Stags   | 6   | 2 | 3 | 0 | 0 | 1 | 5      | −0.093 |
| Lahore Eagles      | 6   | 2 | 4 | 0 | 0 | 0 | 4      | −1.212 |
| Sialkot Stallions  | 6   | 1 | 4 | 0 | 0 | 1 | 3      | −0.920 |
| Abbottabad Falcons | 6   | 1 | 5 | 0 | 0 | 0 | 2      | −0.370 |

### Gruppe B
Tabelle
Die Tabelle der Saison nahm an ihrem Ende die nachfolgende Gestalt an.
Tabelle
| Teams              | Sp. | S | N | U | R | A | Punkte | NRR    |
| ------------------ | --- | - | - | - | - | - | ------ | ------ |
| Lahore Lions       | 6   | 5 | 1 | 0 | 0 | 0 | 10     | +0.826 |
| Karachi Dolphins   | 6   | 5 | 1 | 0 | 0 | 0 | 10     | +0.679 |
| Islamabad Leopards | 6   | 4 | 2 | 0 | 0 | 0 | 8      | +0.750 |
| Faisalabad Wolves  | 6   | 3 | 3 | 0 | 0 | 0 | 6      | +0.059 |
| Multan Tigers      | 6   | 3 | 3 | 0 | 0 | 0 | 6      | −0.423 |
| Quetta Bears       | 6   | 1 | 5 | 0 | 0 | 0 | 2      | −1.063 |
| Hyderabad Hawks    | 6   | 0 | 6 | 0 | 0 | 0 | 0      | −0.906 |

## Halbfinale
| 28. Dezember Scorecard | Karachi | Lahore Lions 214-9 (45)                 | – | Peshawar Panthers 215 (42.2) |
|                        |         | Peshawar Panthers gewinnt mit 8 Wickets |   |                              |

| 29. Dezember Scorecard | Karachi | Karachi Zebras 241-9 (45)              | – | Karachi Dolphins 242-1 (37.1) |
|                        |         | Karachi Dolphins gewinnt mit 9 Wickets |   |                               |

## Finale
| 31. Dezember Scorecard | Karachi | Karachi Dolphins 319-6 (45)          | – | Peshawar Panthers 289 (43.1) |
|                        |         | Karachi Dolphins gewinnt mit 30 Runs |   |                              |